# Monardella cinerea
Monardella cinerea är en kransblommig växtart som beskrevs av LeRoy Abrams. Monardella cinerea ingår i släktet Monardella och familjen kransblommiga växter. Inga underarter finns listade i Catalogue of Life.